# Matvanorna i de tretton kolonierna

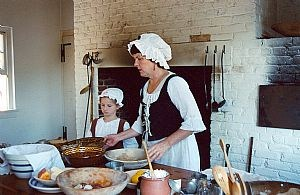
Ett rekonstruerat medelklasskök i Virginia under kolonialtiden.

Matvanorna i de tretton kolonierna (som 1776 slog sig loss och bildade USA) liknade de matvanor som fanns i kolonisatörernas hemländer, huvudsakligen England. Många agrikulturella livsmedel kom till Amerika genom handeln med Storbritannien och Västindien. Vissa växter trivdes bättre i Amerika än andra, vilket ledde till att vissa livsmedel importerades. Maten som kolonisterna åt bestod till stor del av kött och växter från Amerika.

## Livsmedel

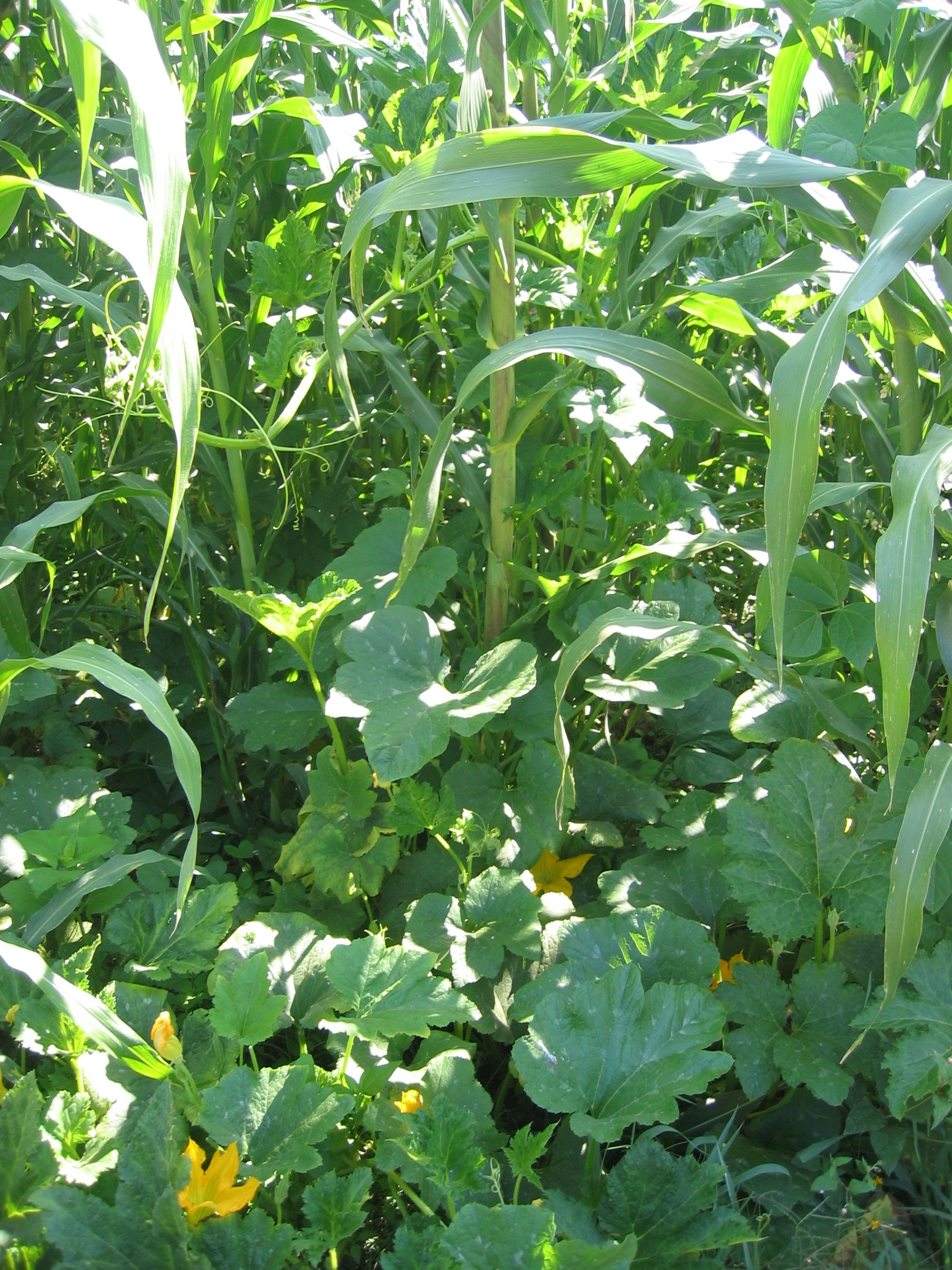
De tre systrarna - majs, bönor och pumpor - odlades tillsammans, precis som än idag i Mexiko (Mixtepec 2007).

### Inhemska vegetabilier
Indianernas tre systrar: majs, bönor och pumpor blev snart också viktiga livsmedel för de europeiska kolonisterna. Absolut viktigast av dessa var majsen, som snart blev det viktigaste livsmedlet av alla i de tretton kolonierna. Man lärde sig även solrosodling för frönas skull av indianerna. Vilda växter användes också i mathållningen, framförallt i de västra gränstrakterna: björnbär, ekollon, blåbär, fläderbär,  kastanj, kermesbär, vilda vindruvor, vildlök, vildplommon och smultron. Nötter plockades och åts som efterrätt: 
hasselnötter, hickorynötter och svart valnöt.

### Vegetabilier från Europa och Medelhavsområdet
Klimatet i New England och mellankolonierna gjorde att de flesta europeiska grödor, grönsaker och frukter kunde odlas. Råg och havre blev viktiga i New England, medan vete var den dominerade brödsäden i mellankolonierna. Rödbetor, kål, morötter, lök, ärter och rovor var viktiga grönsaker. Kolonisterna odlade även sparris, gräslök, blomkål, gurka, sydcikoria, vitlök, purjolök, sallat, schalottenlök och spenat. Många frukter introducerades också; äpple, päron,  körsbär, vinbär, persika, plommon och kvitten var viktiga. I de sydligaste kolonierna kunde även granatäpplen, fikon, nektariner och apelsiner odlas. Andra citrusfrukter och ananas importerades från Västindien.

### Vegetabilier från Afrika, Sydamerika och Asien
De afrikanska slavarna förde med sig inhemska rotfrukter och grönsaker från Afrika, men även sådana som ursprungligen kom från Sydamerika. Till dessa hörde okra, sötpotatis, jams, maniok, jordnötter, meloner, vattenmeloner och sesamfrö. De odlades framförallt i de södra kolonierna.  Potatisen blev inte av betydelse förrän under 1700-talet. Den kom till Nordamerika via Europa. Matriset kom ursprungligen från Asien, men när riset blev en stapelvara i de södra kolonierna var det på grund av afrikansk slavarbetskraft med erfarenhet av risodling från Västafrika.

### Animalier
Kolonisterna förde med sig europeiska husdjur till Amerika. Svinet var det viktigaste köttdjuret, medan de talrika korna var grunden till en väl utvecklad mjölkkultur med mjölk, smör, kärnmjölk och ost. Fjäderfä i form av höns, ankor, gäss och tamkalkoner var också viktiga. Det rika djurlivet gjorde att jakten var en viktig källa för animalier. Man jagade hjort, björnar, skogshöns och andra vildfåglar, bland annat vandringsduvan. Fisk och skaldjur var även av betydelse, framförallt i kusttrakterna.

## Drycker

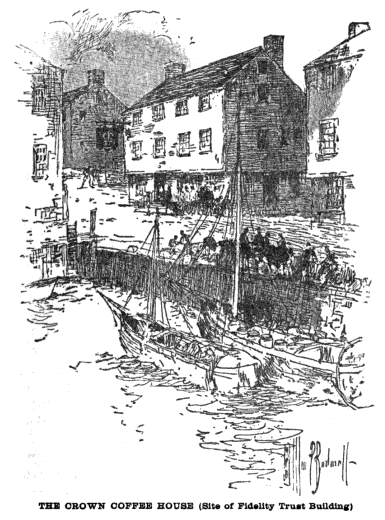
Kaffehuset Crown i Boston, ca 1740-1790.

### Vatten
Dricksvatten användes sällan som törstsläckare då brunnarna ofta var nedsmutsade med avföring som kom från närbelägna utedass eller från frigående betesdjur.

### Mjölk
Mjölk dracks sällan färsk, utan användes då framförallt i matlagningen. Man drack istället kärnmjölk och åt clabbered milk (en sorts filbunke) med sked.

### Alkoholdrycker
- Öl var ett baslivsmedel i de amerikanska kolonierna. Så gott som alla människor oberoende av ålder och social ställning drack öl och man drack ofta öl vid dagens alla måltider.[4] Det öl som dracks var ofta ett alkoholsvagt small beer (svagdricka), antingen bryggt på mäskens andra eller tredje lakning eller på en mäsk med stora mängder råfrukt i form av kli, melass, rötter och örter, den var då oftast ofilterad och liknade mest en tunn välling.[5] När granskott tillsattes fick man spruce beer, ett viktigt medel mot skörbjugg i New England (och för övrigt också i Kanada).[6]
- Cider var en alkoholdryck som konsumerades i lika stor utsträckning som öl, trots att den var alkoholstarkare än svagdricka. Stora äppelskördar om höstarna tillgodogjordes genom jäsning av äppelmust till cider. Cider dracks åtminstone från New England i norr till och med Virginia i söder.[7]
- Rom importerades ursprungligen från de västindiska sockeröarna, men den stora triangelhandeln mellan New England och Västindien gjorde att stora mängder melass importerades till de amerikanska kolonierna och New England blev ett centrum för bränningen av inhemsk amerikansk rom. Rom var den vanligaste spritdrycken i det koloniala Amerika och romkonsumtionen i mitten av sjuttonhundratalet har beräknats till ca 13-14 liter per person och år.[8]
- Whiskey var en spritdryck som före det amerikanska frihetskriget bara återfanns vid odlingsgränsen där den brändes av nybyggare som på detta sätt förvandlade sitt spannmålsöverskott till en kommersiellt gångbar och lättransporterad vara. Både råg och majs ingick i mäsken men råg dominerade. Majswhiskey  var en produkt som först utvecklades i Kentucky under kolonialtidens absoluta slutskede.[9]
- Vin var en alkoholdryck som bara dracks av de välbeställda. Allt vin måste importeras från Europa och det var moderlandets smaker som styrde vinkonsumtionen. Madeira och Bordeauxviner var därför vanliga viner. Den koloniala vinlistan innehöll dock många fler viner; röda portugisiska viner, champagne, tokajer, portvin samt vita viner från Tyskland, Kanarieöarna, Frankrike och Portugal.[10]

### Varma drycker
- Te var mycket vanligare än kaffe och genom den relativt höga levnadsstandarden i de tretton kolonierna var tedrickning vanlig i bredare sociala lager än i moderlandet.[11][12]
- Kaffe dracks företrädesvis på kaffehusen i städerna, men fick ett uppsving med den politiska bojkotten av brittiskt té efter "Tebjudningen i Boston". Försök av det Brittiska Ostindiska kompaniet att återvinna den amerikanska témarknaden efter det amerikanska frihetskriget stupade på billig kaffeimport från Haiti och 1812 års krig, som återigen väckte de amerikanska konumenternas antibrittiska känslor.[13][14]
- Choklad förekom på kaffehusen och betraktades inte som en lyxvara. Kakaomassa för att tillreda drickchoklad fanns även med i de militära ransonerna under fransk-indianska kriget, i alla fall för officerarna.[15]

## Matlagning

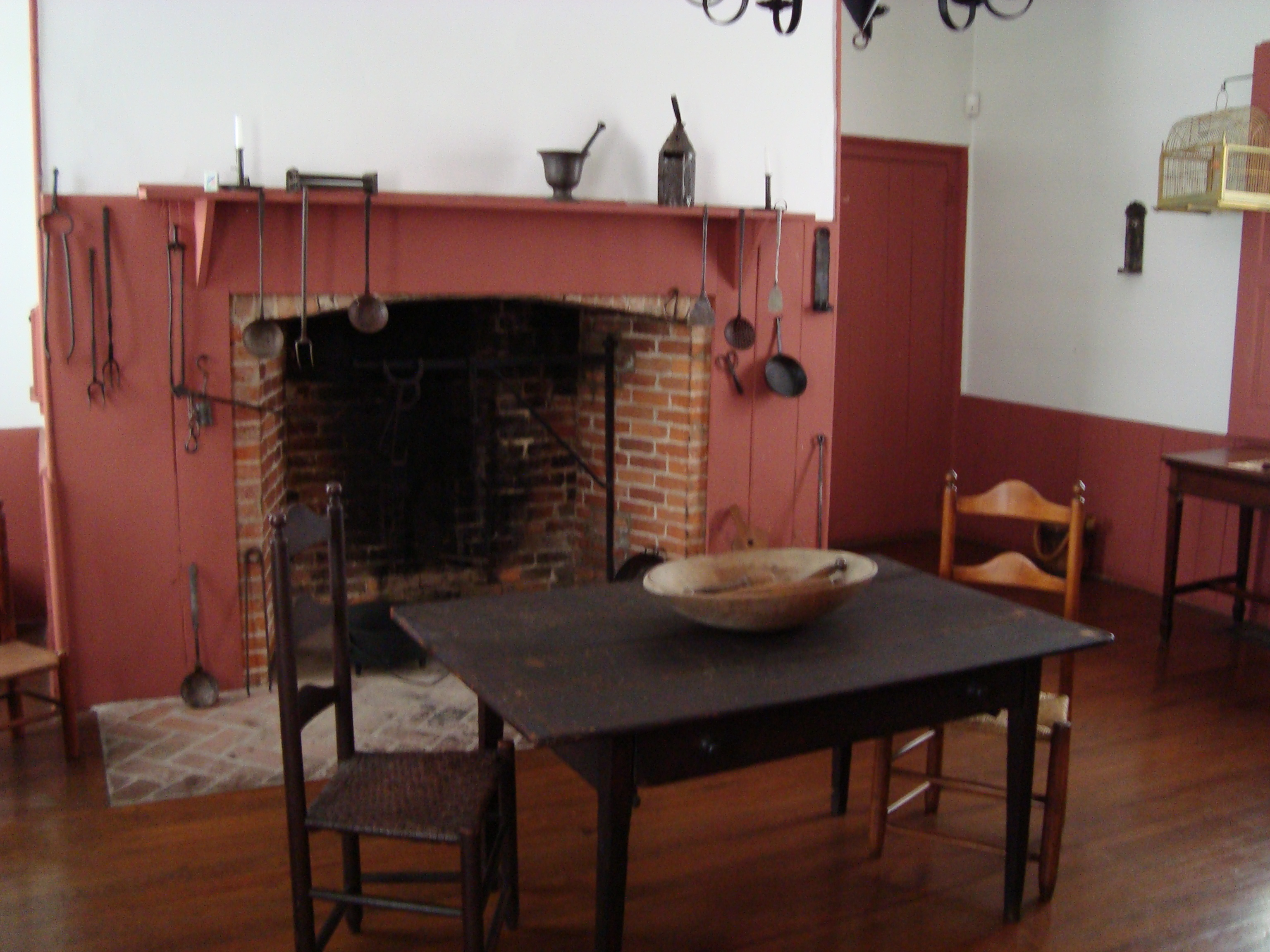
Köket i Joseph Priestleys hus i Northumberland, Pennsylvania.

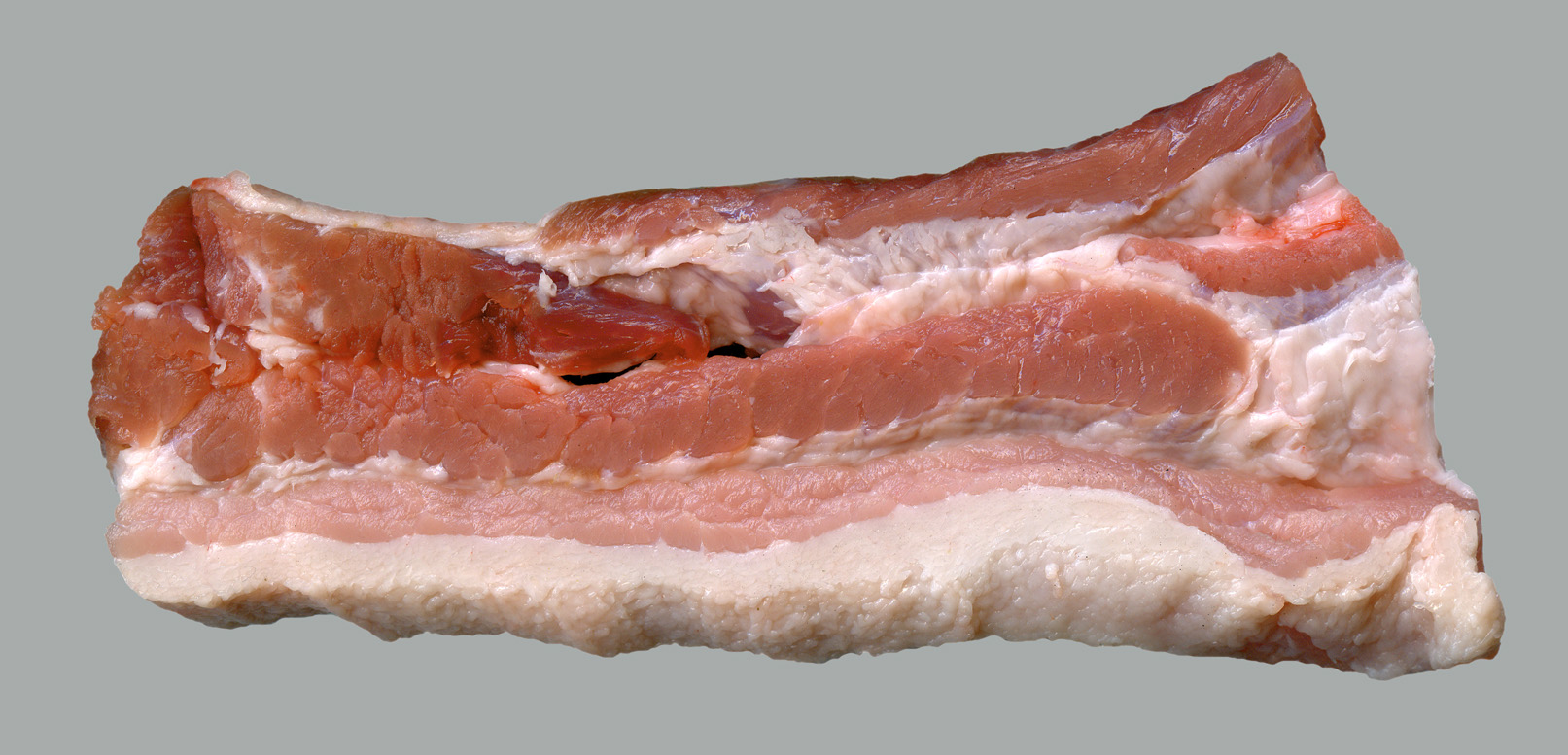
Sidfläsk var ett vanligt inslag i den koloniala dieten.

### Tillredning
Livsmedlens grundläggande tillredningsmetoder var desamma då som nu; kokning, stekning, rostning och ugnsbakning användes oftast. Skillnaden var att man i de tretton kolonierna använde sig av vedeldade öppna spisar eller vedeldade ugnar vilket krävde längre förberedelsetider, passning av elden och förmåga att utan hjälp av termometer bedöma när glöden eller ugnen var tillräckligt varm. Inälvsmat, som hjärta och hjärna, betraktades som välsmakande delikatesser. Frukter och grönsaker tillagades eftersom råa ansågs ohälsosamma. I välbeställda hem smaksattes maten genom flitig användning av socker, kanel och muskot.

### Konservering
Färsk frukt och färska grönsaker kunde inte användas annat än när de var i säsong. Kött förstördes väldigt fort, särskilt på somrarna. Om man slaktade en sommardag i amerikanska södern måste allt kött tillagas samma dag, annars blev det förstört redan till nästa morgon. Så man slaktade på morgonen, styckade köttet och tillagade det till middagsmålet. Samma kött dök sedan upp till kvällsmåltiden och till nästa dags frukost. 
Iskällare användes av välbeställda människor, även i den amerikanska södern. Man kunde även kortare tid förvara viss färsk mat, framförallt mjölkprodukter eller tillagade kötträtter, i glas- eller keramikkärl som sattes ned i brunnar eller bäckar eller förvarades i vattenkällare. De flesta konserveringsmetoder förändrade livsmedlens smak och konsistens i lika stor utsträckning som tillagningen. Insaltning var den vanligaste konserveringsmetoden för nötkött, fläsk och fisk. Saltet för konservering kom från Portugal eller Västindien, medan det bästa bordssaltet ansågs komma från Essex eller Liverpool. Får och vilt konserverades sällan och åts därför huvudsakligen under den kalla årstiden. På grund av sin ringa storlek, kunde höns och tuppar slaktas och ätas samma dag året runt av den som hade råd. Kött, frukt och grönsaker konserverades ofta genom inläggning med ättika. Andra metoder var torkning och rökning. Frukter kunde också läggas in i sockerlag eller i någon spritdryck.

## Måltidsordningar
De flesta människor i de tretton kolonierna - utom slavar - åt tre måltider varje dag. 

### Frukosten
Frukosten åts tidigt i fattiga hem och senare i rikare. De flesta vuxna började dagen med en alkoholdryck, som svagdricka eller cider, följd av gröt, ofta majsgröt. De välbeställda hade en mer varierad frukost med kaffe, te eller choklad och kex, muffins och rostat bröd med smör.

### Middagen
Huvudmåltiden var middagen (dinner) som åts mitt på dagen. Även här tenderade välbeställda att äta senare. Det fanns även regionala skillnader; New Englands köpmän åt middag tidigare än de södra koloniernas plantageägare. För 1700-talets medelklass bestod middagen ofta av två anrättningar, den första med soppa och flera kötträtter, den andra med efterrätter. Vanliga människor åt ofta någon form av stuvning med fläsk och kål eller majs.

### Kvällsmaten
Kvällsmaten (supper) var ett lättare mål som åts på kvällen. För vanliga människor bestod den ofta av rester från middagen eller en majsvälling. Även till denna måltid dracks cider och öl. Sallader åts ofta till kvällsmat av mer välbeställda. I de södra kolonierna åt dessa ofta olika äggrätter på kvällen.

### Slavarnas måltider
Den förslavade befolkningen var vanligen bara tillåten två måltidsraster per dag; frukosten vid middagstid och middagsmålet långt senare på dagen. Maten bestod vid bägge måltiderna huvudsakligen av majsmjölsrätter med lite fläsk eller fisk, kompletterade med vad slaven kunnat odla, föda upp eller fånga efter sin tolv timmars arbetsdag.